# Рибка (танець)
Рибка — український танець у колі парами, зверненими одна до однієї обличчям. Музичний розмір — 2/4. Кроки: починають зірницею, дівчата йдуть по променях кола, акцентована хода, тинок, плетінка. Раніше танок ілюстрував пісню. Слова і мелодію «Рибки» записав В. Верховинець у с. Шпичинці на Київщині.